# Трансканадская тропа
Трансканадская тропа (англ. Trans Canada Trail), официально — Великая тропа (англ. The Great Trail), — система пешеходных, велосипедных, водных и автомобильных троп и дорог, предназначенная для использования туристами и путешественниками (гринуэй).
Тропа соединяет берега Атлантического, Тихого и Северного Ледовитого океанов. Общая длина маршрутов тропы по состоянию на 2019 год составляет примерно 24 тысячи километров, что делает её самой длинной в мире сетью туристических маршрутов.
Ключевым пунктом тропы является город Гравелберг.

## История
Постройка началась в 1992 году в качестве празднования 125-летия Канады. Для постройки тропы была создана некоммерческая группа Trans Canada Trail (TCT), использовавшая как государственное финансирование, так и пожертвования от частных лиц, компаний и фондов. Сама тропа находится в собственности местных властей и управляется ими же.
Изначально планировалось провести маршрут целиком вне дорог, используя существующие тропы, новые тропы и заброшенные линии железной дороги. Из финансовых и политических соображений план был изменён и на 2017 год только 32 % тропы проходит вне дорог, остальное включает в себя дороги и шоссе (35 %), водные пути (25 %) и гибридные пути, на которых доступ имеется для всех видов наземного транспорта (7 %).
Тропа была завершена в 2017 году, к 150-летию Канады. 26 августа 2017 года было отпраздновано открытие тропы. TCT заявила, что планирует сделать трассу более доступной, заменить временные дороги на постоянные велосипедные и пешеходные дороги, добавить новые ответвления и петли и финансировать аварийный ремонт при необходимости.